# Црква Светог Николе у Драјинцу
Црква Светог Николе у Драјинцу, насељеном месту на територији општине Сврљиг припада Епархији нишкој Српске православне цркве.
Црква посвећена Светом Николи саграђена и живописана је 1938. године у византијском стилу, са шестостраним тамбуром и великим улазним вратима са два стуба. Храм није грађен на остацима неког старијег сакралног објекта. У порти храма, лево од улазних врата укопан је стари оброчни крст, изрезан од камена пештера, према запису 1829. године, а обновљен је према запису, 1908. године. Крст је као и храм посвећен светом Николи. Подигнут у последњим годинама владавине Туркака, овај камен белег представља летописну истину времена у коме је настао.